# 大分環境デザインカレッジ
大分環境デザインカレッジ（おおいたかんきょうデザインカレッジ）は、大分県大分市にある測量技師とフラワーデザイナーとブライダルプランナーを育成する専修学校。

## 開講学科
- キャリアレディース科 女子のみ フラワーデザインコース・ブライダルプランナーコース
- 測量環境学科2年課程
- 測量実務科1年課程

## 所在地
- 大分県大分市荏隈